# لوكاس إنجل
لوكاس إنجل (بالدنماركية: Lukas Engel)‏ هو لاعب كرة قدم دنماركي، ولد في 14 ديسمبر 1998.